# ヘンゼルとグレーテル (テレビドラマ)
『ヘンゼルとグレーテル』（Hansel and Gretel）は、1982年10月29日にアメリカのディズニー・チャンネルで放送された単発テレビドラマ。
ティム・バートンの実写監督デビュー作である。

## 概要
ウォルト・ディズニー・カンパニー運営のケーブルチャンネル「ディズニー・チャンネル」のハロウィン特番として、当時同社にアニメーターとして所属していたティム・バートンが監督を務めた。バートンの監督作品としては短編ストップモーションアニメ『ヴィンセント』に次ぐ2作目で、バートンにとって初めての実写作品である。
1983年10月29日に本放送を行い、翌々日の10月31日（ハロウィン）の夜に再放送を行ったが、それを最後に再放送されることがなく、ビデオソフト化もされておらず幻の作品となっていた。その後、ニューヨーク近代美術館とパリで開催された『ティム・バートンの世界展』で限定的に公開された。
原作のストーリーを忠実に再現されているが、キャラクター等に様々な変更がなされており、中でも出演者全員が日系アメリカ人をはじめとする黄色人種であるほか、カンフーや武術なども取り入れられた一風変わった作品となっている。また、原作では木こりだった父親の職業がおもちゃ職人へ変更されており、劇中では様々なおもちゃを見ることが出来る。
全編ロケなしのシンプルなセットで撮影されているが、その分セットデザインや装飾、劇中の備品や「森」や「お菓子の家」の見せ方に至るまで様々な工夫がなされているほか、ミニチュアやアニメーションを使用したユーモラスな演出もバートンらしい作品となっている。またバートンによれば、主要なキャラクターに日系人キャストを配役することやデザインの色彩、機械仕掛けおもちゃなどの構想は、監督自身が幼少期によく見ていた『ゴジラ』などの日本の特撮映画や日本のおもちゃが原点であると語っている。

## ストーリー
おもちゃ職人の父親（ジム・イシダ）を持つヘンゼル（アンディ・リー）とグレーテル（アリソン・ホン）の一家。そんな一家の悩みは意地悪で子供たちに横暴な継母（マイケル・ヤマ）の存在。継母は自分優位な考え方で父親を罵声し、ヘンゼルとグレーテルには暴力までふるい、継母の存在がそれまで幸せだった一家に大きな影を残していた。だが、父親をはじめヘンゼルとグレーテルはそんな継母の意地悪な仕打ちにもめげずにお互いを支え合っていた。
ある日、継母はヘンゼルとグレーテルを近くの森に連れ出す。継母の目的は2人を森に迷わせて、そのまま放置することが目的だったが、賢い2人のおかげでその目的も失敗。その後、細工したおもちゃを使って再び2人を森に連れ出すと、今度は2人を森に迷わせることに成功した。一方で、継母とはぐれてしまったヘンゼルとグレーテルは、壮大な森の中を歩き続けて一軒の不思議な家を発見する。その家の壁からはカラフルなお菓子の液体が噴出し、食べられるドアノブや壁などに2人は大喜びする。すると、そんな2人の前に黒装束で怪しい感じの老婆（マイケル・ヤマ）が現れて、2人を家の中へ招き入れる。家の中も食べられるテーブルなどがあり、ヘンゼルもグレーテルも我を忘れて食べることに夢中になるが、徐々に老婆の本性が現れ始め、森に住む魔女であることに気づき、魔女とヘンゼルたちの対決の幕が開く。

## キャスト
- 番組進行 - ヴィンセント・プライス
- ヘンゼル - アンディ・リー
- グレーテル - アリソン・ホン
- 継母・魔女 - マイケル・ヤマ（英語版）
- 父親 - ジム・イシダ
- ジンジャーブレッドの声 - デヴィッド・コーニグスバーグ

## スタッフ
- 原作 - グリム兄弟
- 監督・デザイン - ティム・バートン
- エグゼクティブ・プロデューサー(製作総指揮)・脚本 - ジュリー・ヒックソン
- プロデューサー(製作) - リック・ヘインリックス（英語版）
- 音楽 - ジョニー・コスタ（英語版）
- 撮影 - ヴィクター・アブダロフ
- 編集 - ポール・ドハティ、クリストファー・ロス、マイケル・ストリンガー